# Nassim Hnid
 (janvier 2019).
Nassim Hnid, né le 12 mars 1997 à Zarzis, est un footballeur international tunisien évoluant au poste de défenseur central à l'Étoile sportive du Sahel.

## Palmarès
- Vainqueur de la coupe de Tunisie en 2019 avec le Club sportif sfaxien
- Vainqueur de la Supercoupe de Lituanie en 2023 avec le Žalgiris Vilnius